# Himantia
Himantia is een geslacht van schimmels in de onderstam Pezizomycotina. De typesoort is Himantia candida. De naam van het geslacht is in 1794 gepubliceerd door Christiaan Hendrik Persoon.

## Soorten
Volgens Index Fungorum telt het geslacht twee soorten (peildatum maart 2023): 
| Soortnaam        | Auteur(s)     | Publicatiejaar |
| ---------------- | ------------- | -------------- |
| Himantia candida | (Huds.) Pers. | 1801           |
| Himantia nitens  | Pers.         | 1822           |